# Приватний курорт
«Приватний курорт» (англ. Private Resort) — американська комедія 1985 року.

## Сюжет
Двоє молодих хлопців, Джек і Бен, вирушають на курорт, щоб відпочити і познайомитись з красивими дівчатами. За збігом обставин вони псують відносини з охоронцем готелю і злодієм на прізвисько «Маестро». Озброєний бандит ганяється за ними по всьому готелю і хлопці змушені ховатися від нього.

## У ролях
| Актор           | Роль          |
| --------------- | ------------- |
| Роб Морроу      | Бен           |
| Джонні Депп     | Джек          |
| Емілі Лонгстрет | Патті         |
| Керін О'Брайан  | Дана          |
| Гектор Елізондо | Маестро       |
| Доді Гудмен     | місіс Ролінгс |
| Тоні Азіта      | Рівз          |
| Гіларі Шепард   | Ширлі         |
| Леслі Істербрук | Боббі Сью     |
| Майкл Боуен     | Скотт         |
| Ліза Лондон     | Аліса         |
| Ендрю Дайс Клей | Курт          |